# باشگاه فوتبال بارسلونا اتلتیک
باشگاه فوتبال بارسلونا اتلتیک (به اسپانیایی: FC Barcelona Atlètic‎) تیم دوم باشگاه فوتبال بارسلونا است که در سال ۱۹۷۰ تأسیس شد. این باشگاه طی سال‌های ۱۹۲۶ تا ۱۹۷۰ با نام بارسلونا اتلتیک شناخته می‌شد و به نام بارسلونا بی تغییر نام پیداکرد و سرانجام در سال ۲۰۲۲ دوباره به نام بارسلونا اتلتیک نام‌گذاری شد.
ورزشگاه خانگی آن‌ها یوهان کرایف نام دارد. هم‌اکنون این تیم در لیگ دسته دوم اسپانیا معروف به سگوندا دیویسیون حضور دارد.
از جمله بازیکنان پرورش یافته این باشگاه می‌توان به یوردی کرایف، پپ گواردیولا، کارلس پویول، لیونل مسی، ژاوی هرناندز، آندرس اینیستا، ویکتور والدز، پدرو رودریگز، سرخیو بوسکتس، بویان کرکیچ و جرارد پیکه، مائورو ایکاردی، پپه رینا ، گاوی و لامینه یامال و جالب است بدانید جدیدا بازیکنی به نام ارسام زکائی در باشگاه نوجوانان بارسلونا تعلیم میبیند و او ملیت ایرانی دارد.
بزرگترین برد دوستانه ۱۵ بر ۱ الکلاسیکو سال ۱۹۳۶
رسمی ۶ بر ۲ الکلاسیکو

## بازیکنان

### بازیکنان فعلی
| شماره |           | نقش       | بازیکن                       |
| ----- | --------- | --------- | ---------------------------- |
| ۱     | مونته‌نگرو | دروازه‌بان | لازار کارویچ                 |
| ۲     | اسپانیا   | مدافع     | گیلم جیمی(کاپیتان‌سوم)        |
| ۳     | برزیل     | مدافع     | ایگور گومز                   |
| ۴     | اسپانیا   | مدافع     | آرناو کوماس                  |
| ۵     | اسپانیا   | هافبک     | ایلیا مولائی                 |
| ۶     | سنگال     | مدافع     | آلفا دیونکو(قرضی از گرانادا) |
| ۷     | اسپانیا   | مهاجم     | جرارد فرناندز                |
| ۸     | اسپانیا   | هافبک     | آلوارو سانز(کاپیتان‌چهارم)    |
| ۹     | اسپانیا   | مهاجم     | آنخل رودادو(قرضی از ایبیزا)  |
| ۱۰    | برزیل     | هافبک     | لوکاس د وگا                  |
| ۱۱    | اسپانیا   | مهاجم     | نیلز مورتیمر                 |
| ۱۲    | برزیل     | هافبک     | متئوس پریرا                  |

| شماره |          | نقش       | بازیکن                         |
| ----- | -------- | --------- | ------------------------------ |
| ۱۳    | اسپانیا  | دروازه‌بان | الکس رویز                      |
| ۱۴    | فرانسه   | هافبک     | کیس رویز آتیل                  |
| ۱۵    | سنگال    | مدافع     | موسی اندیایه                   |
| ۱۶    | اسپانیا  | هافبک     | خاندرو اورلانا                 |
| ۱۷    | مراکش    | مهاجم     | زکریاس غیلان                   |
| ۱۸    | اسپانیا  | مهاجم     | کارلوس پولو                    |
| ۱۹    | اسپانیا  | هافبک     | آنتونیو آراندا                 |
| ۲۱    | آرژانتین | مدافع     | سانتیاگو راموس مینگو           |
| ۲۲    | اسپانیا  | مهاجم     | جوردی اسکوبار (قرضی از آلمریا) |
| ۲۳    | اسپانیا  | مهاجم     | فران خوتگلا                    |
| ۲۴    | اسپانیا  | دروازه‌بان | آرناو تناس(کاپیتان‌دوم)         |
| ۲۵    | اسپانیا  | مدافع     | الخاندرو بالده                 |

## بازیکنان تحت قرارداد
| شماره |         | نقش   | بازیکن        |
| ----- | ------- | ----- | ------------- |
| –     | ژاپن    | مهاجم | هیروکی آبه    |
| –     | اسپانیا | هافبک | سرخیو روزاناس |